# Шалон-сюр-Сон
Шалон-сюр-Сон (фр. Chalon-sur-Saône [ʃa.lɔ̃.syʁ.soːn]) — город на реке Сона, во французском департаменте Сона и Луара, в южной части Бургундии, к югу от Дижона. Население — 52 260 человека (2007).

## История

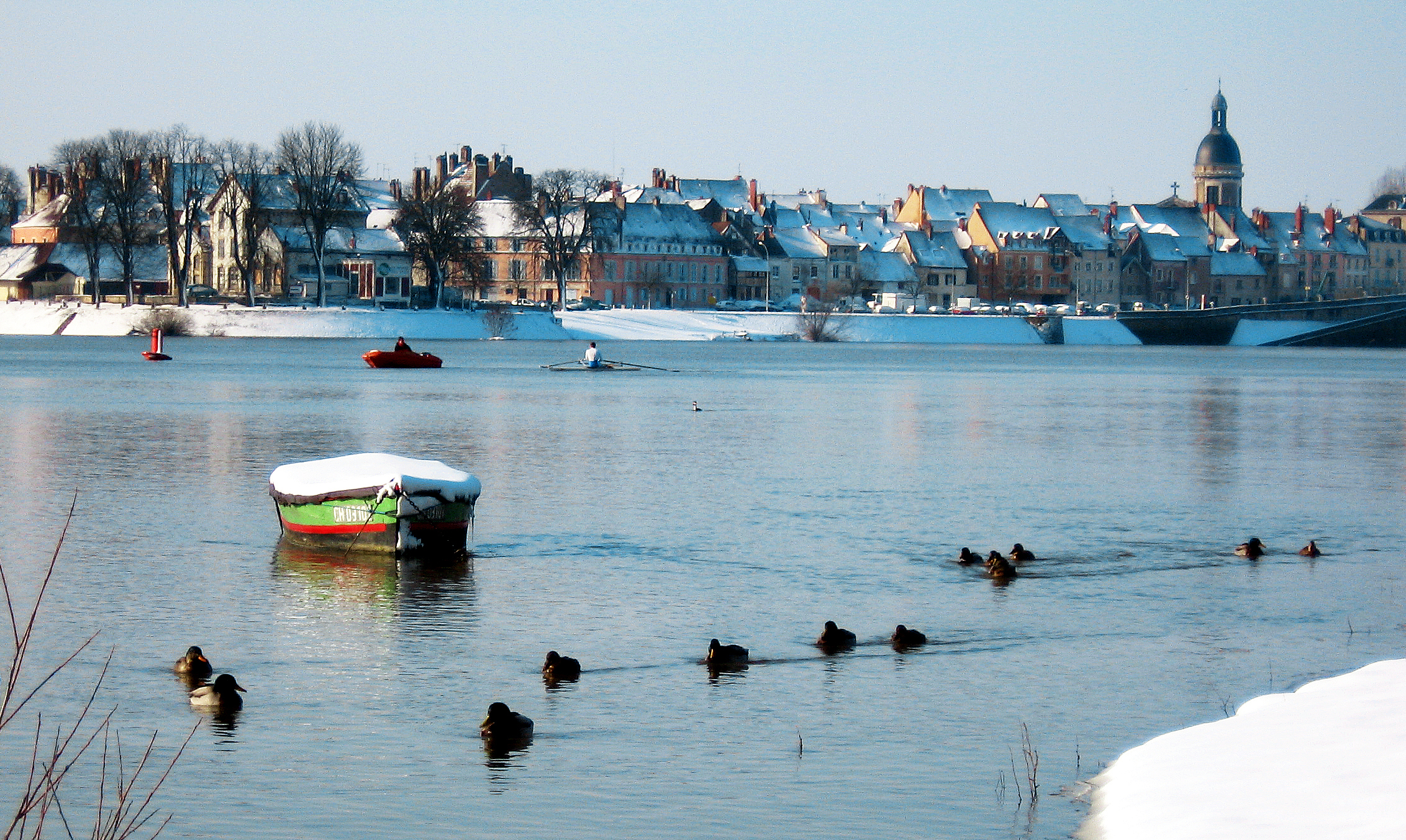
Старинные набережные Шалона окаймляют берег Соны вплоть до её пересечения с Центральным каналом

До прихода римлян на месте Шалона находился племенной центр галлов-эдуев, называвшийся Cabillonum. При нашествии бургундов в VI веке их вождь Гунтрам избрал Шалон столицей своих земель. В Средние века он был значительным торговым центром и столицей графства Шалонского; в 1142 г. в одном из пригородных монастырей умер схоласт Абеляр.
За решительное противодействие австрийцам во время «Ста дней» Наполеон наградил Шалон орденом Почётного легиона. В XIX веке шалонец Жозеф-Нисефор Ньепс изобрёл здесь фотографию.
Шалон известен своим богатым наследием старинной гражданской архитектуры, среди которой выделяется позднесредневековый дворец епископа. Соборная церковь св. Винсента, которую начали строить в VIII веке, приобрела свой нынешний облик в XIII и XIV вв. Обращает на себя внимание также высокая церковь Сен-Пьер со сдвоенным шпилем, освящённая в царствование Людовика XIV.

## Археологические исследования
Мэте Риволла из университета Бордо обнаружила в некрополе возле церкви в Шалон-сюр-Сон останки ребёнка с характерными для синдрома Дауна аномалиями, жившего около 1500 лет назад, что является самым древним известным случаем болезни. Исследовательница отметила, что характер захоронения никак не отличался от остальных, что привело её к выводу о том, что люди с синдромом Дауна, скорее всего, не подвергались социальной стигматизации.

## Демография
| Год  | Численность | Численность |
| ---- | ----------- | ----------- |
| 2013 | 45 166      |             |
| 2015 | 45 390      | [ 2 ]       |
| 2016 | 47 085      | [ 3 ]       |
| 2017 | 45 096      | [ 4 ]       |
| 2018 | 44 810      | [ 5 ]       |
| 2019 | 45 056      | [ 6 ]       |
| 2020 | 45 094      | [ 7 ]       |
| 2021 | 45 031      | [ 8 ]       |
| 2022 | 44 592      | [ 1 ]       |

## Города-побратимы
- Золинген, Германия
- Новара, Италия
- Сент-Хеленс, Англия, Великобритания
- Нествед, Дания

## Известные уроженцы
- Сен-Шарль, Луи Жакоб де (1608—1670) —  французский монах, библиофил.